# Kiernozia (gemeente)
De gemeente Kiernozia is een landgemeente in het Poolse woiwodschap Łódź, in powiat Łowicki.
De zetel van de gemeente is in Kiernozia.
Op 30 juni 2004 telde de gemeente 3683 inwoners.

## Oppervlakte gegevens
In 2002 bedroeg de totale oppervlakte van gemeente Kiernozia 76,03 km², waarvan:
- agrarisch gebied: 89%
- bossen: 4%

De gemeente beslaat 7,7% van de totale oppervlakte van de powiat.

## Demografie
Stand op 30 juni 2004:
| Omschrijving                   | Totaal | Totaal | Vrouwen | Vrouwen | Mannen | Mannen |
| ------------------------------ | ------ | ------ | ------- | ------- | ------ | ------ |
| eenheid                        | aantal | %      | aantal  | %       | aantal | %      |
| inwoners                       | 3683   | 100    | 1853    | 50,3    | 1830   | 49,7   |
| bevolkingsdichtheid (inw./km²) | 48,4   | 48,4   | 24,4    | 24,4    | 24,1   | 24,1   |

In 2002 bedroeg het gemiddelde inkomen per inwoner 1254,13 zł.

## Administratieve plaatsen (sołectwo)
Brodne-Józefów, Brodne-Towarzystwo, Chruśle, Czerniew, Jadzień, Jerzewo, Kiernozia, Lasocin, Natolin, Niedzieliska, Osiny, Sokołów-Kolonia, Sokołów-Towarzystwo, Stępów, Teresew, Tydówka, Wiśniewo, Witusza, Wola Stępowska, Zamiary.

## Aangrenzende gemeenten
Chąśno, Iłów, Kocierzew Południowy, Pacyna, Sanniki, Zduny, Żychlin